# Sarajevo (stacja kolejowa)
Sarajevo – stacja kolejowa w Sarajewie, w Bośni i Hercegowinie. Jest największą stacją kolejową w kraju. Posiada 3 perony.